# Andover (Iowa)
Andover ist eine Kleinstadt (mit dem Status „City“) im Clinton County im Osten des US-amerikanischen Bundesstaates Iowa. Das U.S. Census Bureau hat bei der Volkszählung 2020 eine Einwohnerzahl von 109 ermittelt.

## Geografie
Andover liegt in der Elk River Township im Nordosten des Clinton County auf 41°58′45″ nördlicher Breite und 90°13′06″ westlicher Länge. Der Ort erstreckt sich über 0,5 km².
Andover liegt rund 5 km westlich des Mississippi, der die Grenze zu Illinois bildet. Die Grenze zu Wisconsin befindet sich rund 75 km nördlich.
Benachbarte Orte von Andover sind Sabula (18,4 km nordöstlich), Miles (13,3 km nordwestlich), Goose Lake (13,4 km westlich) und Clinton (20,2 km südöstlich).
Die nächstgelegenen größeren Städte sind Dubuque (79,5 km nordwestlich), Rockford in Illinois (134 km ostnordöstlich), die Quad Cities (79,1 km südwestlich) und Cedar Rapids (141 km westlich).

## Verkehr
Durch Andover führen keine überregionalen Fernstraßen. In Nord-Süd-Richtung verläuft durch das Zentrum des Ortes der County Highway Z50, der am südlichen Stadtrand die County Road E50 kreuzt.
Der nächstgelegene Flugplatz ist der 28,2 km südsüdöstlich der Stadt gelegene Clinton Municipal Airport; der nächstgelegene größere Flughafen ist der 86,3 km südsüdwestlich gelegene Quad City International Airport.

## Demografische Daten
Nach der Volkszählung im Jahr 2010 lebten in Andover 103 Menschen in 38 Haushalten. Die Bevölkerungsdichte betrug 206 Einwohner pro Quadratkilometer. In den 38 Haushalten lebten statistisch je 2,71 Personen.
Ethnisch betrachtet bestand die Bevölkerung zu 100 Prozent Weißen; spanischer oder lateinamerikanischer Abstammung war kein Bewohner von Andover.
29,1 Prozent der Bevölkerung waren unter 18 Jahre alt, 57,3 Prozent waren zwischen 18 und 64 und 13,6 Prozent waren 65 Jahre oder älter. 56,3 Prozent der Bevölkerung war weiblich.
Das jährliche Durchschnittseinkommen eines Haushalts lag bei 58.750 USD. Das Pro-Kopf-Einkommen betrug 19.937 USD. 0,8 Prozent der Einwohner lebten unterhalb der Armutsgrenze.